# Juno Awards 1986
I Juno Awards 1986 sono stati la 17ª edizione dell'omonimo premio musicale.

## Vincitori
- Cantante dell'anno
  - Luba per la categoria femminile
  - Bryan Adams per la categoria maschile
- Gruppo dell'anno
  - Honeymoon Suite
- Compositore dell'anno
  - Jim Vallance
- Album dell'anno
  - Glass Tiger per The Thin Red Line
- Album internazionale dell'anno
  - Dire Straits per Brothers in Arms